# Desfiladero de Despeñaperros
Desfiladero de Despeñaperros (deutsch Hohlweg von Despeñaperros) ist ein im Norden der Provinz Jaén in der Sierra Morena gelegener Gebirgspass, dessen Umgebung als Naturpark geschützt ist. Die Gegend war seit alters her als Durchbruch durch die Sierra Morena und Tor zum heutigen Andalusien bekannt. Durch die malerische Berglandschaft windet sich in tiefen Schluchten der gleichnamige Fluss. In den Wäldern, die vor allem aus Steineiche und Korkeiche gebildet werden, leben Hirsche und Wildschweine, gelegentlich werden auch Luchse und Wölfe gesichtet. Heute führen die Bahnstrecke 400 Alcázar de San Juán – Cádiz und die Nationalstraße N-IV von Córdoba nach La Mancha über diesen Pass.
Der Desfiladero de Despeñaperros wird häufig im Zusammenhang mit der Reconquista als historisch bedeutsam genannt. Am 16. Juli 1212 erzielte ein Bündnis christlicher Könige unter Führung Alfons VIII. von Kastilien in der Schlacht bei Las Navas de Tolosa, einer der – von der Teilnehmerzahl her – größten Feldschlachten des europäischen Hochmittelalters, einen überwältigenden Sieg über die Almohaden und bereitete damit langfristig den Weg für die Eroberung des Südens der Iberischen Halbinsel durch Kastilien. Das Schlachtfeld lag westlich von Santa Elena am Südhang der Sierra Morena unweit des heutigen Südausgangs des Desfiladero de Despeñaperros. Der Weg, den das Ritterheer über das Gebirge nahm, um sich dem am Südhang lagernden Almohadenheer unbemerkt anzunähern, führte allerdings über den Muradal-Pass (Puerto del Muradal), dessen Verlauf nicht der aktuellen Passstraße des Desfiladero de Despeñaperros entspricht, deren Trasse erst im 18. Jahrhundert entstand, sondern westlich davon entlang einer älteren, früher irrtümlich als Römerstraße betrachteten Route über das Gebirge führt.
Auf einen Hirtenjungen, der dem König von Navarra diesen strategisch wichtigen Bergpass gezeigt haben soll und dessen Name mit Martín Alhaja überliefert ist, geht der Legende nach das spanische Hochadelsgeschlecht Cabeza de Vaca zurück, dessen bekanntester Vertreter der Konquistador, Entdecker und Reiseschriftsteller Álvar Núñez Cabeza de Vaca war. Der Name (Cabeza de Vaca, deutsch Kuhkopf) wird damit erklärt, dass der Pass damals mit einem Kuhkopf markiert war.

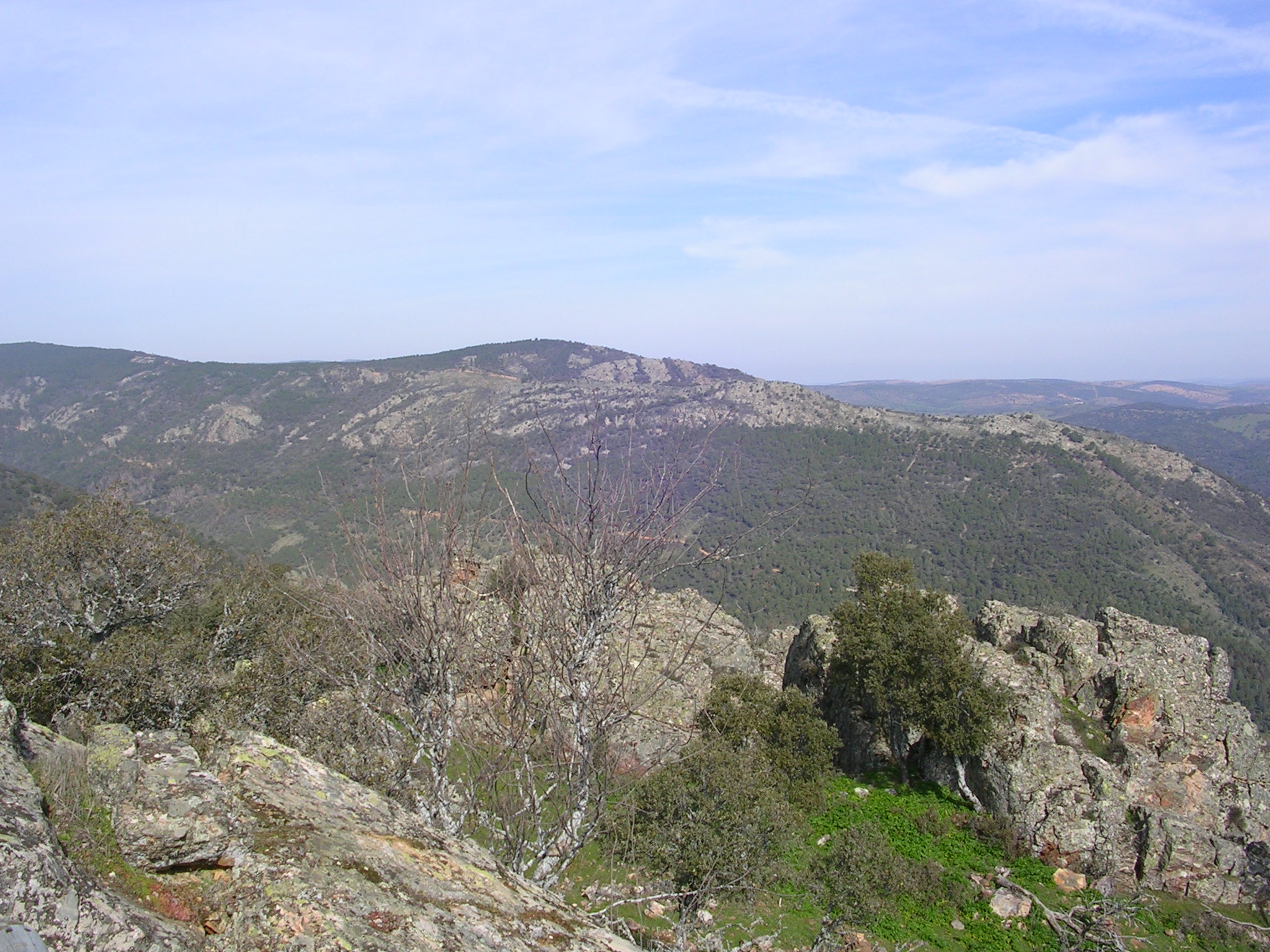
Despeñaperros Naturpark.
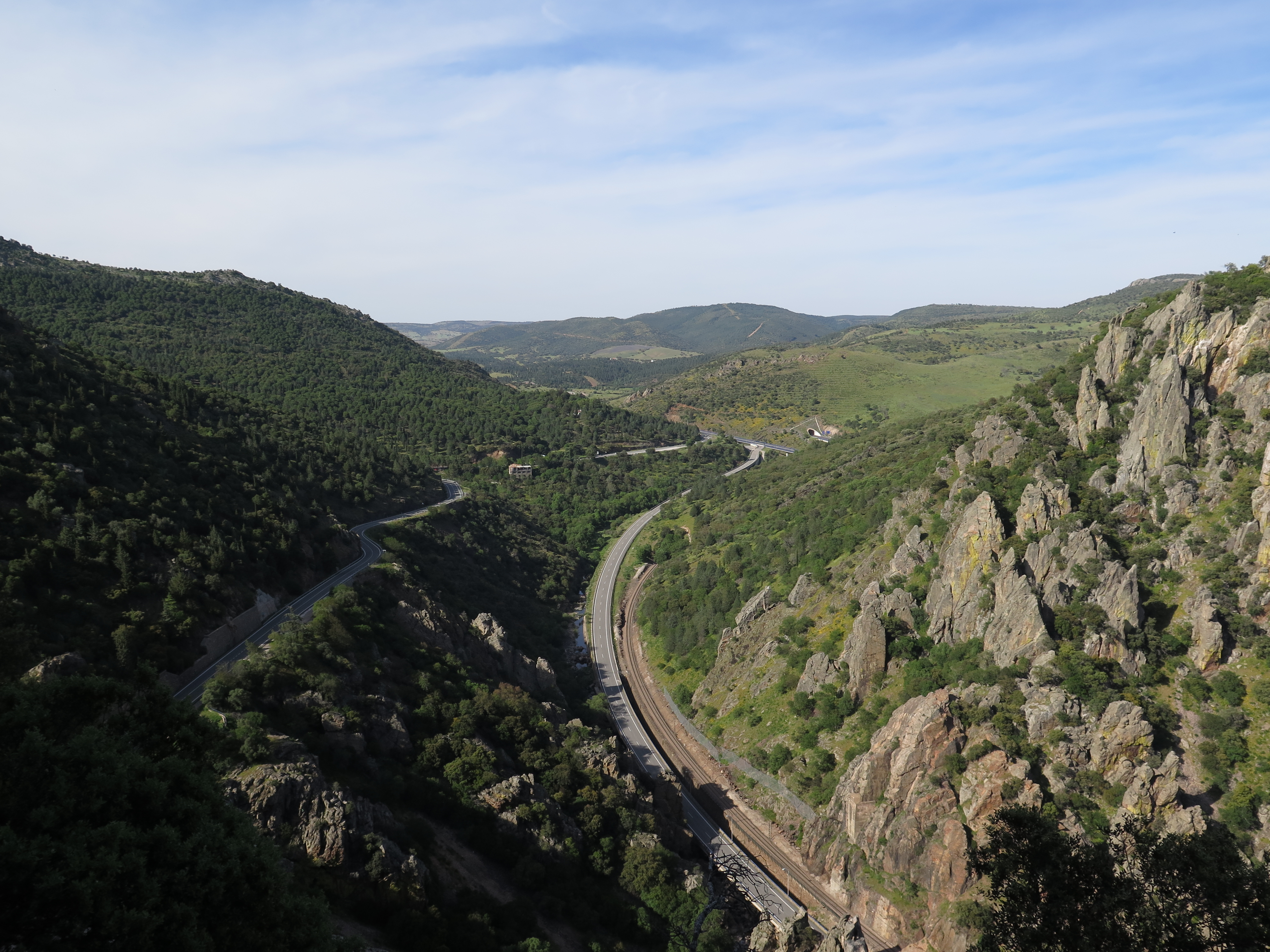
Hohlweg von Despeñaperros, Sicht nach La Mancha.
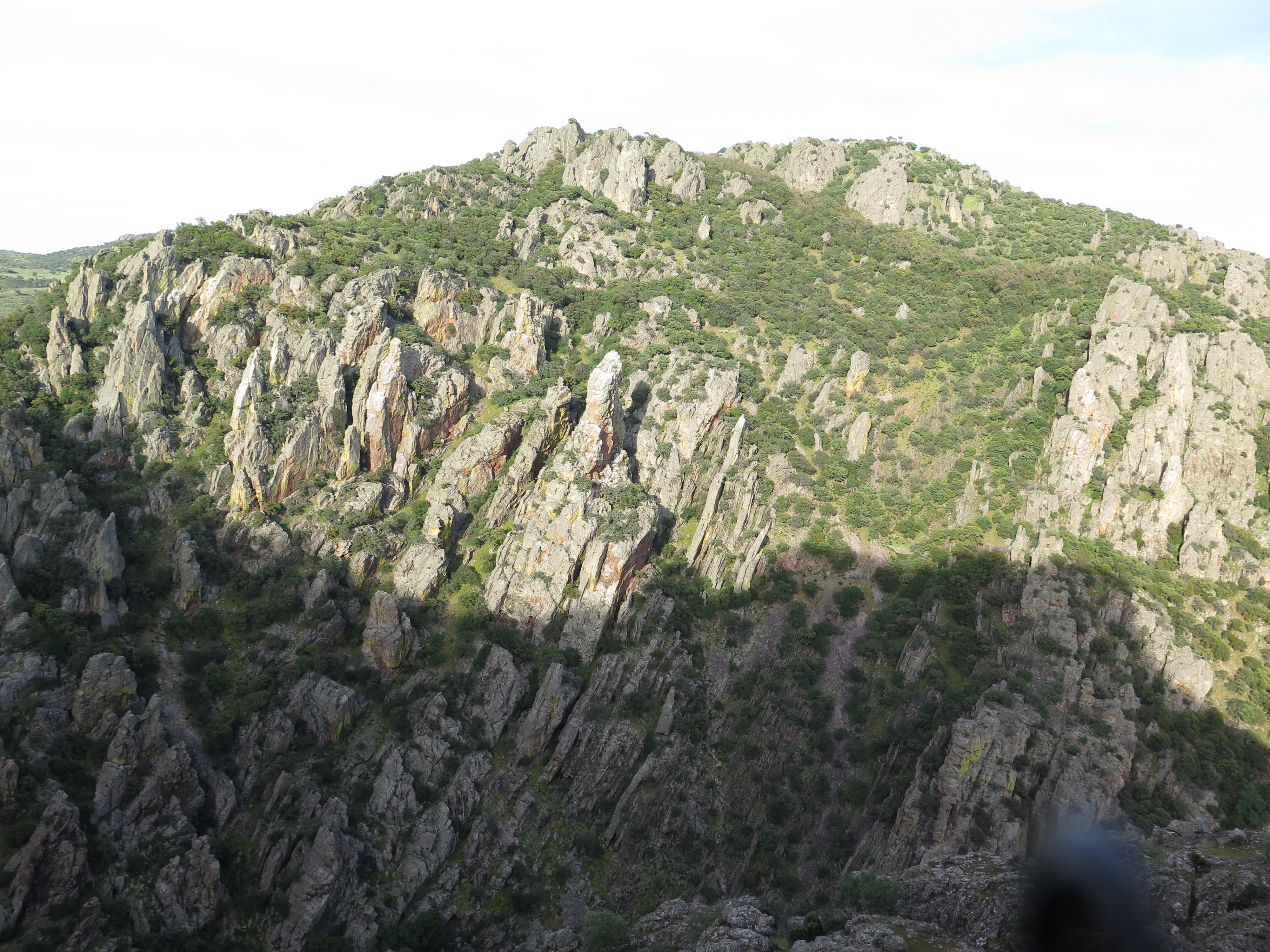
Naturdenkmal Los Órganos.
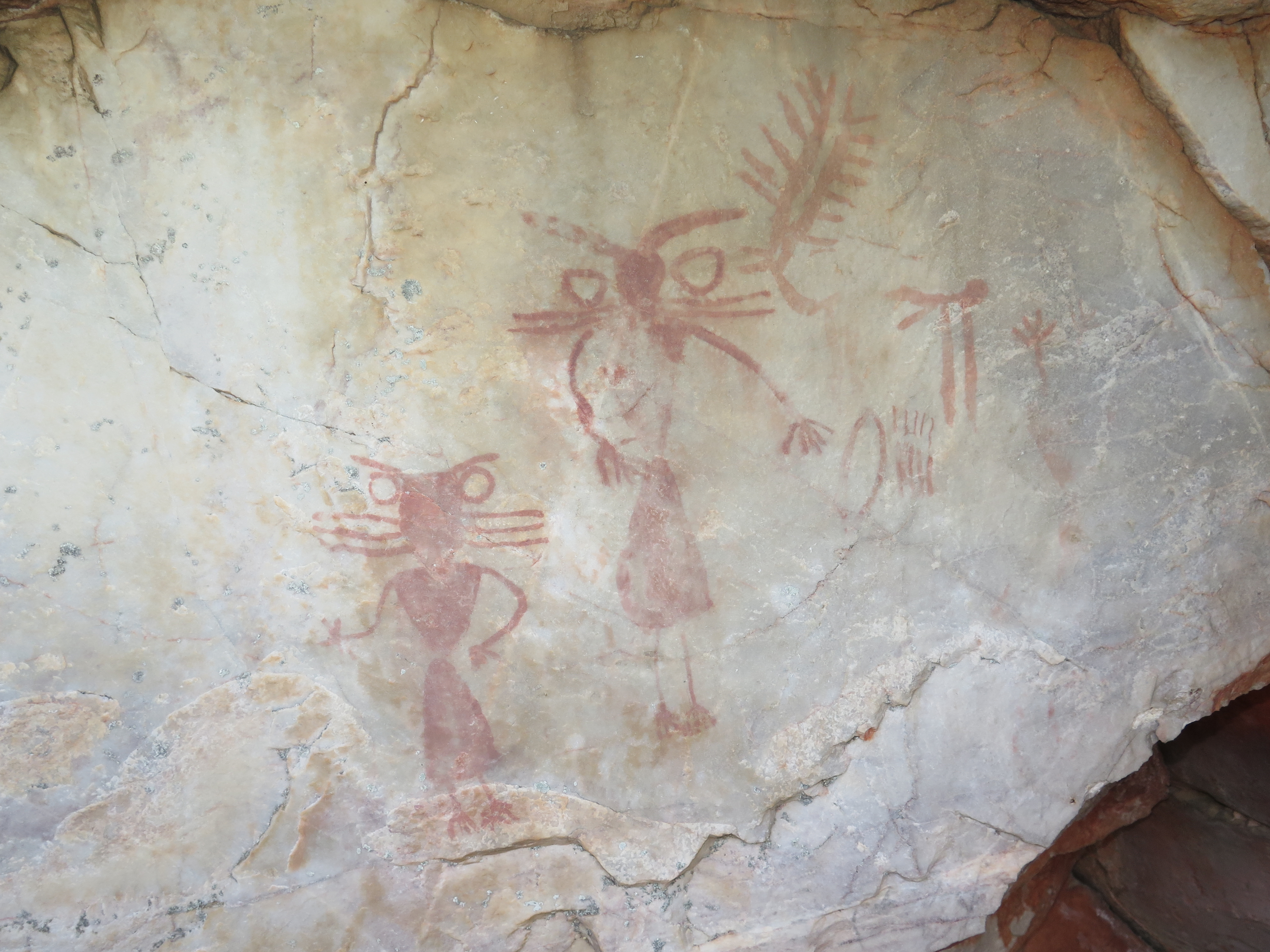
Höhlenmalerei. Anthropomorphe und zoomorphe Darstellungen. Berg Los Órganos.
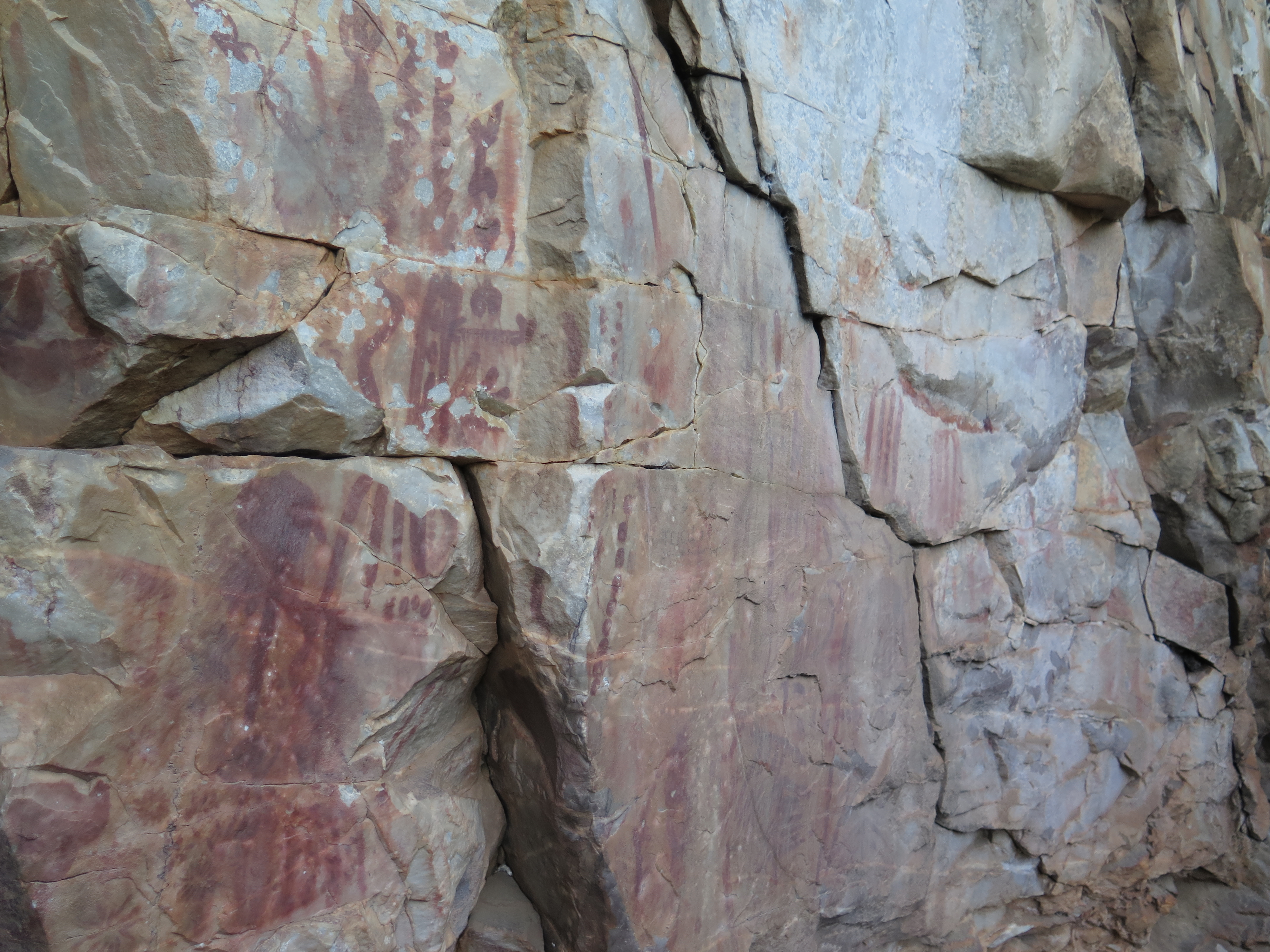
Höhlenmalerei. Vertikale Linien und verschiedene Figuren.